# Portes (Gard)
Portes ist eine französische Gemeinde mit 324 Einwohnern (Stand 1. Januar 2022) im Département Gard in der Region Okzitanien.

## Geografie
Portes liegt in den Cevennen südlich des Tals des Luech. Die Straße zwischen Alès und Génolhac verläuft durch den Ort.

## Bevölkerungsentwicklung
| Jahr                       | 1962 | 1968 | 1975 | 1982 | 1990 | 1999 | 2006 | 2016 |
| Einwohner                  | 785  | 579  | 388  | 369  | 313  | 310  | 353  | 344  |
| Quellen: Cassini und INSEE |      |      |      |      |      |      |      |      |

## Burgruine Portes
Bekannt ist Portes wegen der historischen Pilgerstätte der ehemaligen Burg Portes (französisch Château de Portes).